# Especificación (derecho)
En derecho, se llama especificación a la formación de una nueva especie con materia ajena o bien una manera de accesión que nos hace propietarios de una obra hecha con materia que pertenece a otro. 
La obra el cuerpo o la cosa que resulta de la especificación, ¿pertenece al dueño de la materia, o al que ha hecho la especie? Esta cuestión tuvo divididas las opiniones de los jurisconsultos entre los romanos. 
- La escuela jurídica de los sabinianos daba indistintamente la propiedad de la nueva especie que se había hecho al que era propietario de la materia fundándose en que esta es de mayor importancia, pues que ningún cuerpo puede subsistir sin ella.
- La escuela jurídica de los proculeyanos por el contrario adjudicaba la nueva obra al que la había hecho, por la razón de que la forma es la que da la existencia a la cosa.
- Mas los jurisconsultos llamados erciscundos, tomando un camino medio, daban la nueva especie al dueño de la materia en el caso de que pudiese volver a su primer estado y al obrero en el caso contrario, llevados de la razón de que en el primer caso debe prevalecer la materia, porque na está tan unida a la forma que no pueda separarse de ella, al paso que en el segundo debe preferirse la forma, porque está tan unida con la materia que no puede extinguirse sin que se extingan las dos a un tiempo.

Justiniano por fin sancionó la doctrina de los erciscundos, y después la adoptaron nuestras leyes. La cosa, pues, que uno hiciere con materia ajena o puede reducirse a su anterior estado o no: en el primer caso, se adjudica al dueño de la materia y así será tuyo el vaso que hice de tu plata: en el segundo al que formó la especie y así será mío el vino que hice de tus uvas si fue con buena fe. Mas en ambos casos debe el dueño de la nueva especie pagar al otro o el valor de la filatería que perdió o las expensas que hizo formando la especie con buena fe, pero no si la hubiese tenido mala. Ley 30\ tit. 28, Part. 3,